# 卡勒山
47°31′53″N 13°01′56″E / 47.53139°N 13.03222°E

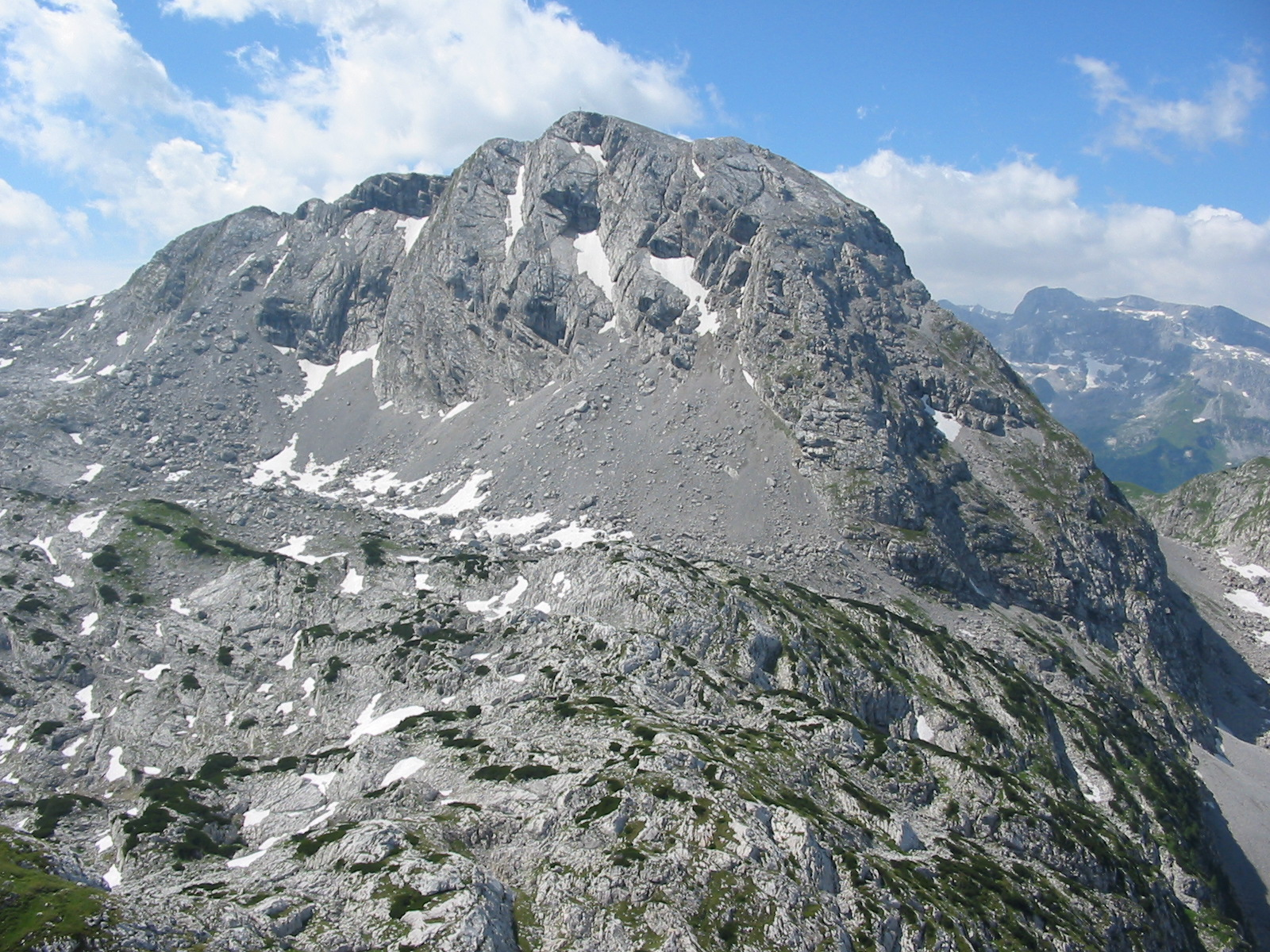

卡勒山（德語：Kahlersberg），是中歐的山峰，位於奧地利和德國接壤的邊境，屬於貝希特斯加登阿爾卑斯山脈的一部分，海拔高度2,350米，人類在1854年首次登頂。